# Teletón (Chile)
Teletón Chile é um evento beneficente televisivo realizado anualmente no Chile desde 1978. Esta é a primeira versão do formato criado em 1949 nos Estados Unidos realizado na América Latina, sendo idealizada por Dom Francisco, e devido a seu sucesso, sido imitada por outros países da América Latina até os dias de hoje.
O Teletón Chile é um dos membros fundadores da ORITEL (Organizacão Internacional dos Teletons). O evento consiste de um programa de televisão de 27 horas ininterruptas de duração, produzido e transmitido pelos sete canais nacionais (13, Chilevisión, La Red, Mega, Televisão Nacional do Chile, TV+ e Telecanal), e também contam a participação da maioria dos canais de TV regionais, e dos meios de comunicação escritos e radiofônicos.
O dinheiro arrecadado por esse evento, geralmente realizado no último fim de semana de novembro ou no primeiro fim de semana de dezembro, são utilizados para a construção e manutenção dos Institutos de Reabilitação Infantil (IRI) para o tratamento de crianças e adolescentes com deficiência física e síndrome de down.

## História

### Antecedentes
A Sociedade Pró-Ajuda a Criança Lesionada nasceu em Santiago em 8 de maio de 1947, quando um grupo de médicos do Hospital Luis Calvo Mackenna, pais e educadores se uniram para trabalhar na reabilitação das crianças com sequelas da poliomielite, que tinha açoitado ao país. Ao longo do tempo essa instituição, começou a tratar pacientes com paralisia cerebral, malformações congênitas, e outras deficiências fisicas causadas por acidentes, problemas neurológicos, distrofia muscular progressiva e outras doenças do aparelho psicomotor. Durante mais de trinta anos, a Sociedade Pró-Ajuda a Criança Lesionada desenvolveu sem grandes problemas seu trabalho médico e educativos até 1975, quando começou a sofrer sérios problemas econômicos.
Uma realidade diametralmente oposta vivia nesse tempo Mario Kreutzberger, apresentador de televisão chileno conhecido como Don Francisco. No final da década de 1970, Kreutzberger era o comunicador mais famoso da televisão chilena, graças ao programa de TV Sábado Gigante. No entanto, o animador sentia que deveria fazer uma grande retribuição concreta ao público chileno, que o tinha levado até o auge do sucesso. Com isto na mente, ele criou uma campanha beneficente que entregasse contribuições em dinheiro a determinados grupos de pessoas com algum tipo de necessidade, similar ao evento realizado por Jerry Lewis nos Estados Unidos entre 1966 e 2010, conhecido como Jerry Lewis MDA Telethon.

### O primeiro Teletón (1978)
Coincidentemente, Kreutzberger é convidado a uma edição do programa de televisão Dingolondango, da rede estatal TVN, onde deveria doar dinheiro a uma organização beneficente. Foi nesse momento que conheceu a Ernesto Rosenfeld, presidente da Sociedade Pró-Ajuda, a quem doou $ 15 mil. Rosenfeld convidou Kreutzberger a conhecer a obra Sociedade Pró-Ajuda. Assim que conheceu a obra, ele decidiu que o grupo de crianças deficientes seriam o foco de uma nova campanha de arrecadação de dinheiro. Então, ele propôs essa ideia ao diretório da Sociedade e em 1978 comprometeu-se a arrecadar um milhão de dólares para a instituição. Para consegui-lo, precisava uma inédita cobertura de comunicação, que só lhe poderia ocorrer através da união de varias emissoras de TV. Um por um, Don Francisco convenceu a todos os executivos das principais televisões, rádios, jornais e revistas chilenas, para que cedessem gratuitamente seus espaços e juntos motivassem à sociedade chilena, podendo assim arrecadar dinheiro às crianças com deficiência. Assim, em 8 de dezembro de 1978 se deu início ao primeiro Teletón chileno, que durou 27 horas e foi transmitida em cores a partir do Teatro Casino Las Vegas, em Santiago do Chile. A meta de US$ 1 milhão foi duplicada, e o total arrecadado foi de US$ 2 504 000.

### Etapa pós primeiro Teletón (1979-1982)

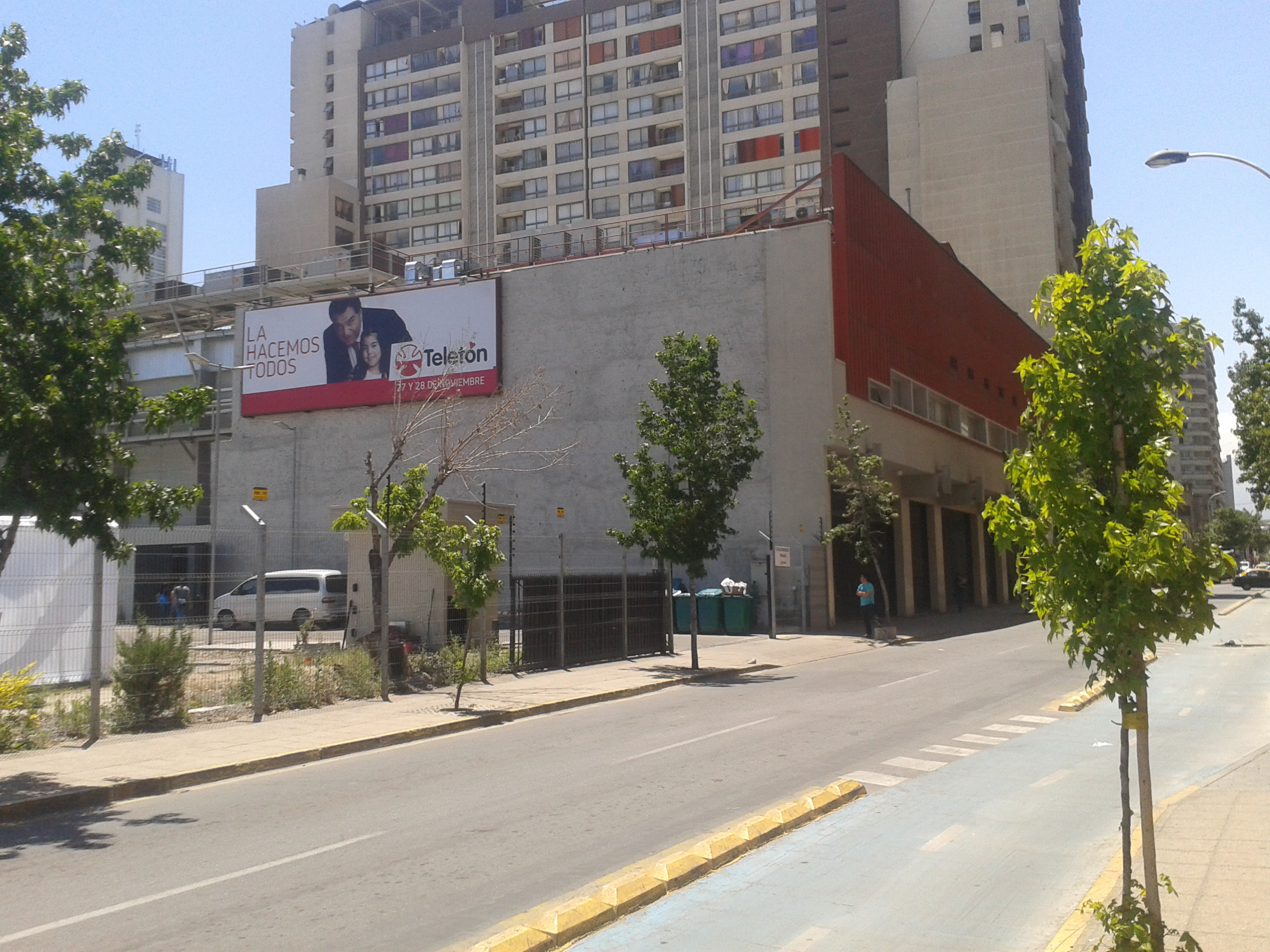
Fachada do Teatro Teletón

Depois do sucesso do primeiro Teletón, organizam-se mais quatro campanhas, as quais superaram as metas estabelecidas facilmente. De acordo com Don Francisco, com o dinheiro arrecadado até o Quinto Teletón em 1982, que alcançou a quantia de pouco mais de US$ 3,6 milhões, era possível manter a obra solidária sem a necessidade de realizar os eventos televisivos. O lema desta edição foi "O último passo, o mais importante".
A popularidade do Teletón possibilitou que muitas pessoas com deficiências fossem tratadas pelo novo Instituto de Reabilitação Infantil (IRI) de Santiago, capital do país. A partir de 1981, novos pacientes começaram a ser tratados nos IRI de Antofagasta (região norte do Chile), Concepción (região sul) e Valparaíso (região central). O crescimento explosivo dos atendimentos nos IRIs e a crise financeira que sucedeu o Teleton 1982, fez com que a decisão de não realizar mais teletons tivesse que ser reconsiderada. Assim, em 1985, se realizou o Sexto Teletón e partir desse ano, os teletons ocorreriam todos os anos, exceto nos anos de eleições presidenciais e parlamentares até 2017, para evitar que a Teletón fosse utilizada com fins políticos.

### Segunda etapa (1985-1995)
Através do Decreto Supremo Nº95, foi aprovada a personalidade jurídica da Fundação Teletón, em 22 de janeiro de 1986. A Fundação ficaria encarregada de organizar e administrar a arrecadação de fundos da Sociedade Pró-Ajuda a Criança Lesionada e o Teatro Casino Las Vegas, que foi comprado naquele mesmo ano pela Fundação Teletón e rebatizado como Teatro Teletón.
Com o passar do tempo, o Teletón converteu-se num dos principais eventos realizados no Chile, congregando grande parte da população. Em 1995, a campanha sofreu seu momento mais duro, quando pela única vez não alcançou a meta, que à época era duplicar o arrecadado no ano anterior. Depois deste episódio, o Teletón realizou um estudo para encontrar as falhas da campanha. Desde então, Don Francisco deixou de ter o protagonismo exclusivo do evento, delegando parte de seu papel como líder da campanha a outras figuras da televisão. A campanha da Teletón 1996 teve seu logotipo mudado, para atrair ao público jovem. A partir desse ano, a meta foi atingida com sucesso nos anos posteriores.

### Terceira etapa (1996-2003)
A campanha passou para o novo milênio com campanhas bem sucedidas, mas com uma crise financeira na Fundação que estourou no início de 2002, quando o Teletón pediu um empréstimo de 1 bilhão de pesos para poder até o final daquele ano atender a demanda de atenções e realizar o Teletón daquele ano, que pela primeira vez passou a marca dos 10 bilhões de pesos arrecadados. Em 2003, no aniversário de 25 anos do Teletón, uma série de erros que foram desde a escolha da data da campanha até a má fé de políticos de extrema-esquerda que se fizeram públicas nos noticiários, fizeram com que a campanha deste ano tivesse que ter a ajuda do governo para passar a meta, sendo necessário uma nova revisão de conteúdo, para ver o que poderia ser melhorado para a campanha de 2004.

### Quarta etapa (2004-2014)
O Teletón 2004 teve mudanças radicais no seu conteúdo, o deixando mais jovem e enérgico, resultando num grande sucesso. Em 2008, o Teletón completou 30 anos com uma campanha auspiciosa, que recebeu duas doações dos multimilionários José Luiz Nasar e Leonardo Farkas por US$ 1,5 milhão cada, fechando uma arrecadação total de mais de 20 bilhões de pesos pela primeira vez. Em 2012, se supera a barreira dos 30 bilhões de pesos pela primeira vez, e em 2014, o Teletón recebeu a maior doação da sua história, por parte da família Luksic, que entregou US$ 15 milhões, entre as campanhas de 2014 a 2016, para a construção de um novo centro de reabilitação em Antofagasta, para substituir a estrutura anterior.

### Quinta etapa (2015-2021)
A partir de 2015, o Teletón se tornou uma campanha com enfoque na participação popular, visto o grande número de empresas e empresários que já colaboram com a causa. A campanha enfoca nos 70% que as pessoas físicas tem de responsabilidade na arrecadação de fundos. Esta etapa foi uma das mais difíceis e transcendentes da história do evento, com uma onda de críticas a fundação pela linguagem com que abordava as histórias de seus pacientes na maratona televisiva, aliada a uma crise sem precedentes na história do país, que explodiu em outubro de 2019.
Durante este período, as metas foram alcançadas com grande dificuldade, principalmente nas edições de 2018 e 2021. Ainda, em abril de 2020, poucos dias antes de ser realizado o Teletón inicialmente programado para dezembro de 2019, a pandemia de Covid-19 começou, mas ainda assim a campanha foi realizada de forma 100% virtual e, apesar de abrir mão da meta original, ela foi superada por boa margem.
No encerramento do Teletón 2021, Don Francisco, já com 80 anos de idade, anunciou de forma solene algo que já queria ter feito há alguns anos: sair definitivamente do comando da maratona televisiva, e passar a ser coadjuvante. A notícia foi recebida com apreensão pela mídia e por muitos dos organizadores da campanha, mas ela foi ratificada em um evento feito exclusivamente para sua despedida, no inverno de 2022.

### Sexta etapa (2022-atualmente)
Com a decisão de Don Francisco, a campanha passa a usar a estratégia de outros países: colocar mais de uma dezena de apresentadores como animadores principais da maratona de TV. Assim, em 2022, começa uma nova etapa para o evento. Os grandes desejos do Teletón para o futuro são a extensão da idade limite para atendimento de pessoas com deficiência física de 24 para 28 anos, além do início dos atendimentos para pessoas do espectro autista.
Em 2024, a campanha foi realizada nos dias 8 e 9 de novembro. A transmissão foi realizada um mês antes das datas de costume pelo terceiro ano consecutivo. A meta foi de $ 38 044 459 976, superada após 28 horas de programa com a cifra final na TV de $ 40 502 617 946 (R$ 240.950.074), e a arrecadação total chegando a mais de 47 bilhões de pesos, superando o recorde histórico de 2021. Este foi o segundo Teletón que teve seu encerramento na Quinta Vergara, tradicional palco do Festival Internacional da Canção de Viña del Mar. A média de doação foi de US$ 2.47 per capita.

## Resumo histórico
| Ano  | Data                           | Lema                              | Meta1          | Arrecadação2   | ±%     | US$3       |
| ---- | ------------------------------ | --------------------------------- | -------------- | -------------- | ------ | ---------- |
| 1978 | 8 e 9 de dezembro              | Alcancemos o milagre              | 33 790 000     | 84 361 838     | 149,66 | 2 504 000  |
| 1979 | 30 de novembro e 1 de dezembro | Repitamos o incrível              | 84 361 838     | 138 728 450    | 64,44  | 3 557 139  |
| 1980 | 5 e 6 de dezembro              | De pé a esperança                 | 138 728 450    | 176 420 628    | 27,19  | 4 524 375  |
| 1981 | 11 e 12 de dezembro            | Juntos tudo é possível            | 176 420 628    | 202 436 220    | 14,73  | 5 190 672  |
| 1982 | 10 e 11 de dezembro            | O último passo, o mais importante | 202 436 220    | 263 402 022    | 30,12  | 3 695 833  |
| 1985 | 6 e 7 de dezembro              | O milagre de todos                | 263 402 022    | 368 495 845    | 39,9   | 2 070 201  |
| 1987 | 4 e 5 de dezembro              | Para crer na vida                 | 368 495 845    | 502 293 311    | 36,31  | 2 174 429  |
| 1988 | 2 e 3 de dezembro              | É tarefa de todos                 | 502 293 311    | 711 712 019    | 41,69  | 2 916 852  |
| 1990 | 7 e 8 de dezembro              | Ninguém pode faltar               | 711 712 019    | 1 153 291 010  | 62,04  | 3 463 336  |
| 1991 | 29 e 30 de novembro            | Graças a você                     | 1 153 291 010  | 1 803 923 485  | 56,42  | 4 901 966  |
| 1992 | 27 e 28 de novembro            | Há muito por fazer                | 1 803 923 485  | 2 874 230 697  | 59,33  | 7 563 764  |
| 1994 | 2 e 3 de dezembro              | O compromisso de Chile            | 2 874 230 697  | 3 640 286 169  | 26,65  | 9 100 715  |
| 1995 | 1 e 2 de dezembro              | Nossa grande obra                 | 6 277 027 832  | 5 534 774 829  | -11,82 | 13 401 391 |
| 1996 | 6 e 7 de dezembro              | Outro passo adiante               | 5 534 774 829  | 6 050 000 000  | 9,31   | 14 370 546 |
| 1998 | 4 e 5 de dezembro              | Todos contamos                    | 5 692 426 301  | 6 348 923 458  | 11,53  | 13 537 150 |
| 2000 | 1 e 2 de dezembro              | Um desafio para os chilenos       | 6 029 912 577  | 6 772 445 028  | 12,31  | 12 899 895 |
| 2002 | 29 e 30 de novembro            | O Teletón é seu                   | 10 000 000 000 | 11 573 600 179 | 15,73  | 21 003 630 |
| 2003 | 21 e 22 de novembro            | É seu, lembre-se!                 | 10 532 480 521 | 10 946 288 369 | 3,92   | 19 902 342 |
| 2004 | 3 e 4 de dezembro              | Eles dependem de você             | 10 600 000 000 | 13 227 892 546 | 24,79  | 23 791 173 |
| 2006 | 1 e 2 de dezembro              | Com todo o coração                | 11 403 914 256 | 14 110 203 362 | 23,73  | 26 774 579 |
| 2007 | 30 de novembro e 1 de dezembro | Em cada passo está você           | 11 804 425 008 | 16 929 371 138 | 43,41  | 33 325 533 |
| 2008 | 28 e 29 de novembro            | Graças a você, podemos seguir     | 13 255 231 970 | 22 533 294 849 | 69,93  | 33 682 055 |
| 2010 | 3 e 4 de dezembro              | Chile, um só coração              | 16 589 850 127 | 24 420 293 420 | 47,2   | 50 632 995 |
| 2011 | 2 e 3 de dezembro              | Com a força do coração            | 18 890 559 347 | 28 457 298 750 | 50,64  | 55 596 950 |
| 2012 | 30 de novembro e 1 de dezembro | Puro coração                      | 21 735 065 277 | 31 255 222 196 | 43,8   | 65 121 830 |
| 2014 | 28 e 29 de novembro            | Somos todos                       | 25 445 520 245 | 34 582 986 027 | 35,9   | 55 332 778 |
| 2015 | 27 e 28 de novembro            | Nós todos fazemos                 | 28 176 895 804 | 36 126 424 717 | 28,21  | 50 665 000 |
| 2016 | 2 e 3 de dezembro              | O abraço do Chile                 | 30 601 978 621 | 36 079 639 839 | 17,9   | 53 856 318 |
| 2017 | 1 e 2 de dezembro              | O abraço de todos                 | 32 040 179 848 | 35 140 164 263 | 9,68   | 52 453 956 |
| 2018 | 30 de novembro e 1 de dezembro | O presente de todos               | 32 522 991 111 | 37 954 551 757 | 16,7   | 56 733 261 |
| 2020 | 3 e 4 de abril                 | Te acompanha                      | Sem meta       | 39 835 201 003 |        | 46 266 203 |
| 2021 | 3 e 4 de dezembro              | Todos os dias                     | 34 703 593 204 | 45 407 877 711 | 30,84  | 52 684 075 |
| 2022 | 4 e 5 de novembro              | Nos faz bem a todos               | 35 248 655 075 | 43 959 783 308 | 24,71  | 47 263 502 |
| 2023 | 10 e 11 de novembro            | Nos faz bem todos os dias         | 37 327 475 057 | 44 066 375 340 | 18,05  | 47 964 446 |
| 2024 | 8 e 9 de novembro              | Juntos, todos os dias             | 38 044 459 976 | 47 437 062 872 | 24,69  | 48 957 183 |
| 2025 | 28 e 29 de novembro            |                                   | 40 502 617 946 |                |        |            |

Notas:
1. Pesos chilenos da época.
2. Pesos chilenos da época. Cifras entregues pela Fundação Teletón, e que reflete em todos os casos a partir de 1985 a arrecadação final.
3. Dólares da época

## Reabilitação infantil

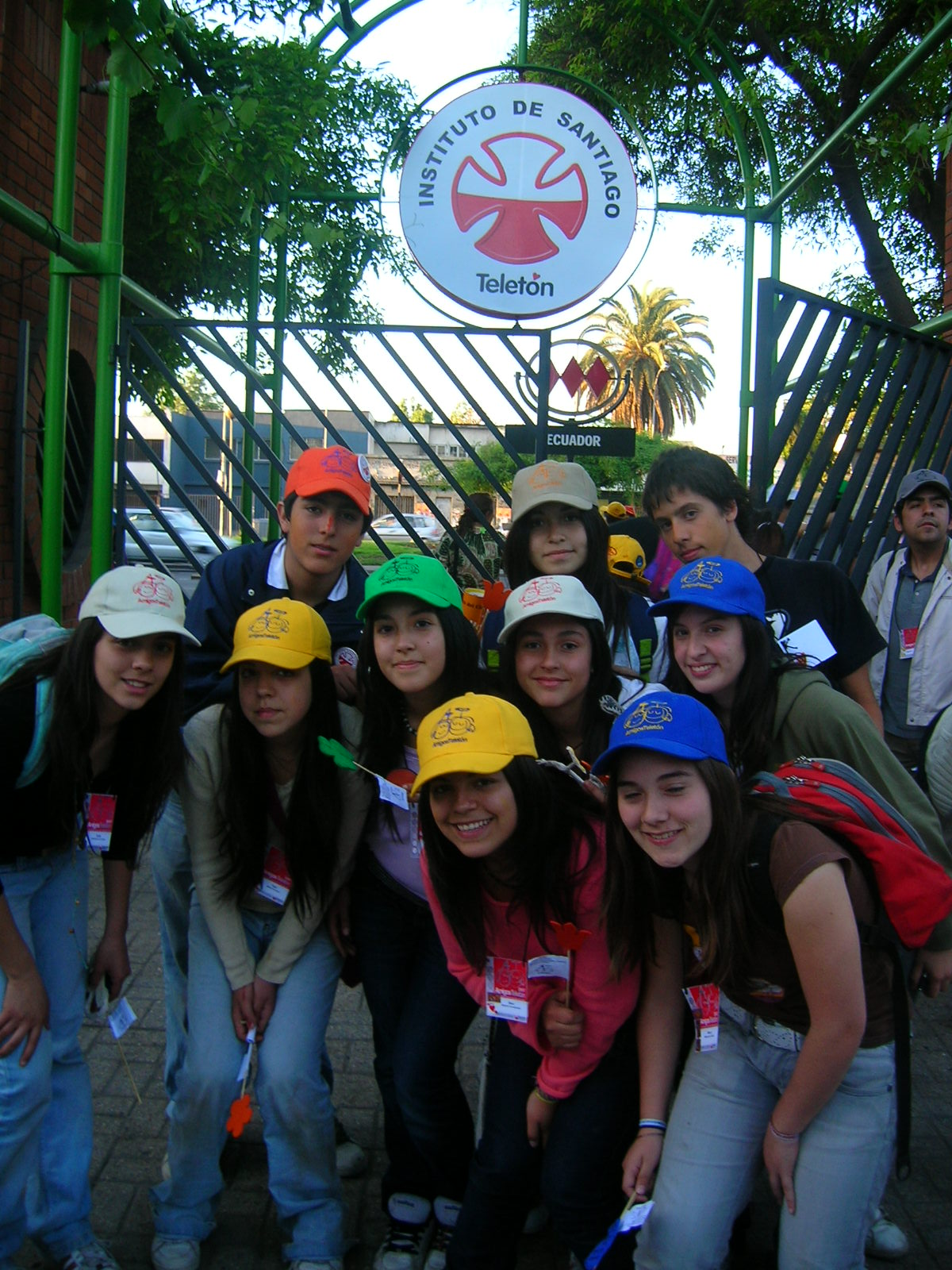
Voluntários na entrada do Instituto de Reabilitação Infantil (IRI) em Santiago.

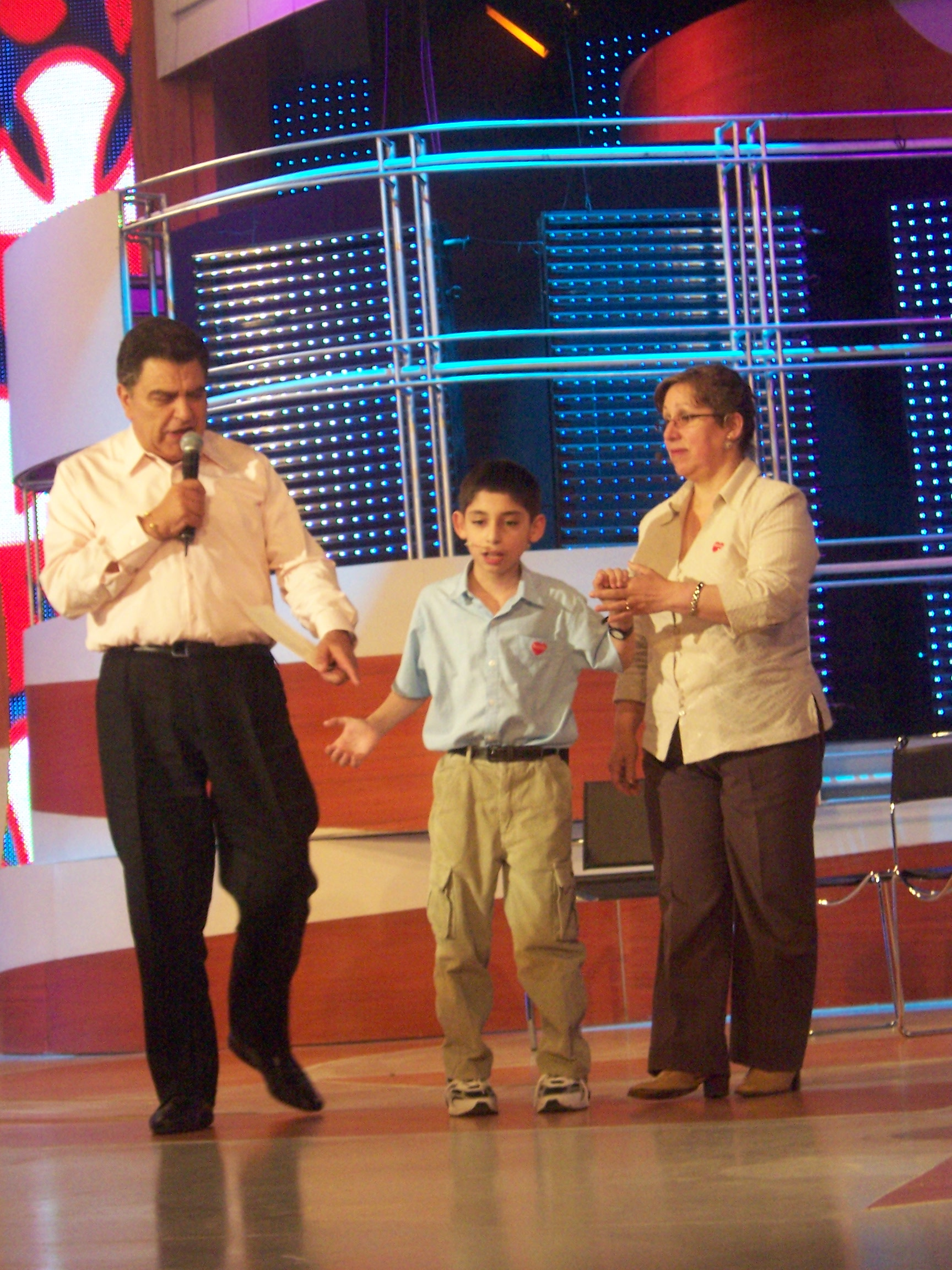
Don Francisco apresenta o caso de um menino que se reabilita na Fundação, durante o evento da Teletón 2007.

O trabalho dos profissionais dos Institutos de Reabilitação Infantil (IRI) da Teletón especializou-se em atender crianças e jovens de até 24 anos que apresentem alguma deficiência motora, por causas musculares, neurológicas ou ósseas. Entre as principais causas das deficiências atendidas pela Teletón, se encontram: Paralisia cerebral, espinha bífida, amputações e malformações congênitas, Paraplegia e Tetraplegia por lesões da Medula espinhal, sequelas de traumatismos cranianos e diversas doenças neuromusculares, genéticas ou do sistema nervoso central.
O trabalho de reabilitação realiza-se diariamente nos 14 Institutos de Reabilitação Infantil espalhadas pelo Chile. A área médica é administrada pela Sociedade Pró-Ajuda a Criança Lesionada, enquanto a administração de recursos é executada pela Fundação Teletón. Dentro dos planos da Fundação encontra-se a criação de novos IRI, sendo os de maior urgência os das cidades de Curicó, e Punta Arenas, além da expansão da idade limite de atendimento para 28 anos, e o início dos tratamentos para crianças e adolescentes com autismo.
| Mapa dos 10 Institutos Teletón | \| Instituto \| Inauguração \| \| ----------- \| ---------------------- \| \| Arica \| 6 de março de 1989 \| \| Iquique \| 7 de dezembro de 1996 \| \| Calama \| 27 de setembro de 2013 \| \| Antofagasta \| 1 de julho de 1981 \| \| Copiapó \| 18 de julho de 2011 \| \| Coquimbo \| 25 de abril de 2003 \| \| Valparaíso \| 2 de abril de 1982 \| \| Santiago \| 1 de dezembro de 1979 \| \| Rancagua \| Em construção \| \| Talca \| 2 de dezembro de 2006 \| \| Chillán \| Em construção \| \| Concepción \| 20 de julho de 1981 \| \| Temuco \| 13 de novembro de 2001 \| \| Valdivia \| 22 de novembro de 2016 \| \| Porto Montt \| 7 de dezembro de 1990 \| \| Coyhaique \| 6 de janeiro de 2014 \| |
| Instituto                      | Inauguração |
| Arica                          | 6 de março de 1989 |
| Iquique                        | 7 de dezembro de 1996 |
| Calama                         | 27 de setembro de 2013 |
| Antofagasta                    | 1 de julho de 1981 |
| Copiapó                        | 18 de julho de 2011 |
| Coquimbo                       | 25 de abril de 2003 |
| Valparaíso                     | 2 de abril de 1982 |
| Santiago                       | 1 de dezembro de 1979 |
| Rancagua                       | Em construção |
| Talca                          | 2 de dezembro de 2006 |
| Chillán                        | Em construção |
| Concepción                     | 20 de julho de 1981 |
| Temuco                         | 13 de novembro de 2001 |
| Valdivia                       | 22 de novembro de 2016 |
| Porto Montt                    | 7 de dezembro de 1990 |
| Coyhaique                      | 6 de janeiro de 2014 |

## Evento Teletón

### Campanha

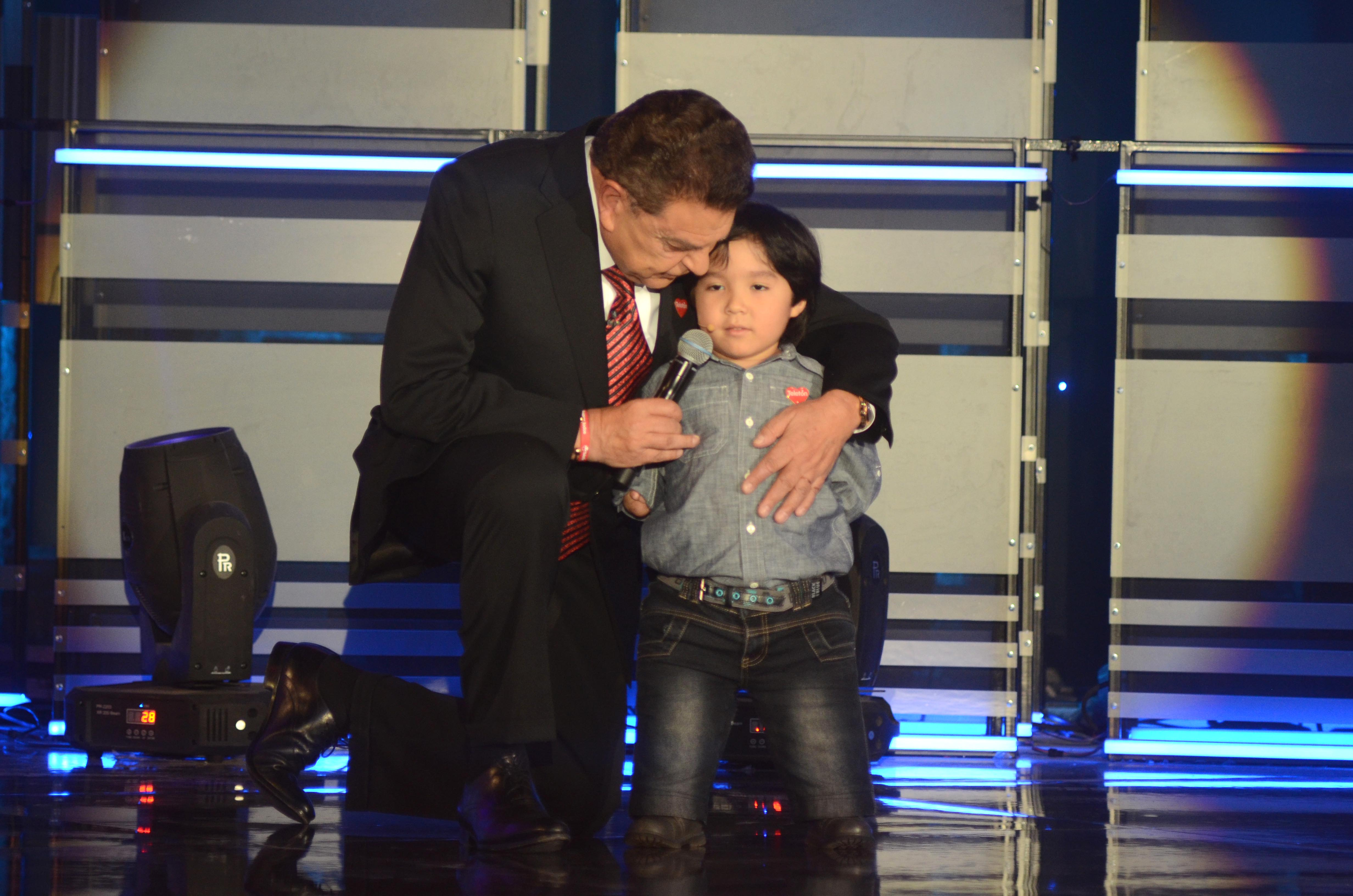
Don Francisco e o «menino símbolo» de 2014, Matías Torres.

Meses antes do evento, a Fundação Teletón inicia a campanha para incentivar à sociedade a participar da obra beneficente. À essa campanha midiática se somam as redes de televisão aberta, que são membros da Associação Nacional de Televisão (ANATEL), diversas estações de rádio e jornais, assim como, diversas celebridades da televisão e do esporte e mais de uma dezena de empresas patrocinadoras.
Diversos cartazes são colocados nas grandes cidades do Chile e as cadeias de televisão transmitem os avisos publicitários tanto da Teletón, como das empresas patrocinadoras do evento. Para reforçar a campanha, a Fundação Teletón escolhe um(a) embaixador(a), que participa ativamente durante a campanha, representando todos os pacientes que são tratados nos institutos da Teletón, como forma de promover a solidariedade da nação chilena. Os embaixadores devem ter entre 4 e 7 anos, devem ser comunicativos, fotogênicos e que não tenham medo de câmaras ou de aparições públicas.
A campanha reforça-se a partir do mês de novembro, quando diversas figuras artísticas iniciam visitas ao longo do país. A campanha inicia-se oficialmente com visita as cidades do norte do país e posteriormente é continuada com o Trem do Teletón, que sai de Santiago ao sul ao longo da linha férrea.

### Empresas patrocinadoras
Em cada edição da Teletón, mais de uma dezena de empresas comprometem-se a serem patrocinadores oficiais da Teletón. No Teletón 2022, 22 empresas patrocinaram o evento, ainda que em anos anteriores, chegaram a ser 30 empresas patrocinadoras. Para as empresas poderem ser patrocinadoras da Teletón, elas devem ser marcas de consumo em massa, líderes no mercado e de importância na cesta básica do consumidor. Ademais, as empresas não devem ser concorrência entre si e deve existir um banco, destinado à operação do processo de doações.
As empresas patrocinadoras devem dar uma importante soma de dinheiro durante a campanha, bem como financiar atividades de difusão e produção da campanha. A cada ano, a Fundação Teletón estabelece um montante mínimo de dinheiro que cada empresa deve colocar para poder participar na próxima campanha, o qual aumenta de ano a ano.
Do total de dinheiro arrecadado em cada versão, as empresas contribuem com 25% a 35% do valor total arrecado. Com a participação das empresas patrocinadoras, a Teletón consegue financiar grande parte dos custos publicitários do evento e por outro lado, as empresas patrocinadoras melhoram sua imagem e promovem seus principais produtos utilizando a algumas das celebridades mais populares da nação.
Desde 1978, diversas empresas têm trabalhado participado da Teletón, mas só cinco o fizeram de maneira ininterrupta: Banco de Chile, CCU, Soprole, Unilever e Irmãos Cambiaso (chá Supremo e bolsas de lixo Superior). Outras empresas destacadas que historicamente têm trabalhado como parte da Teletón são: Nestlé, Colún, Arcor, P&G, Ripley, Copec, LATAM, Softys e Claro.

### Transmissão televisiva

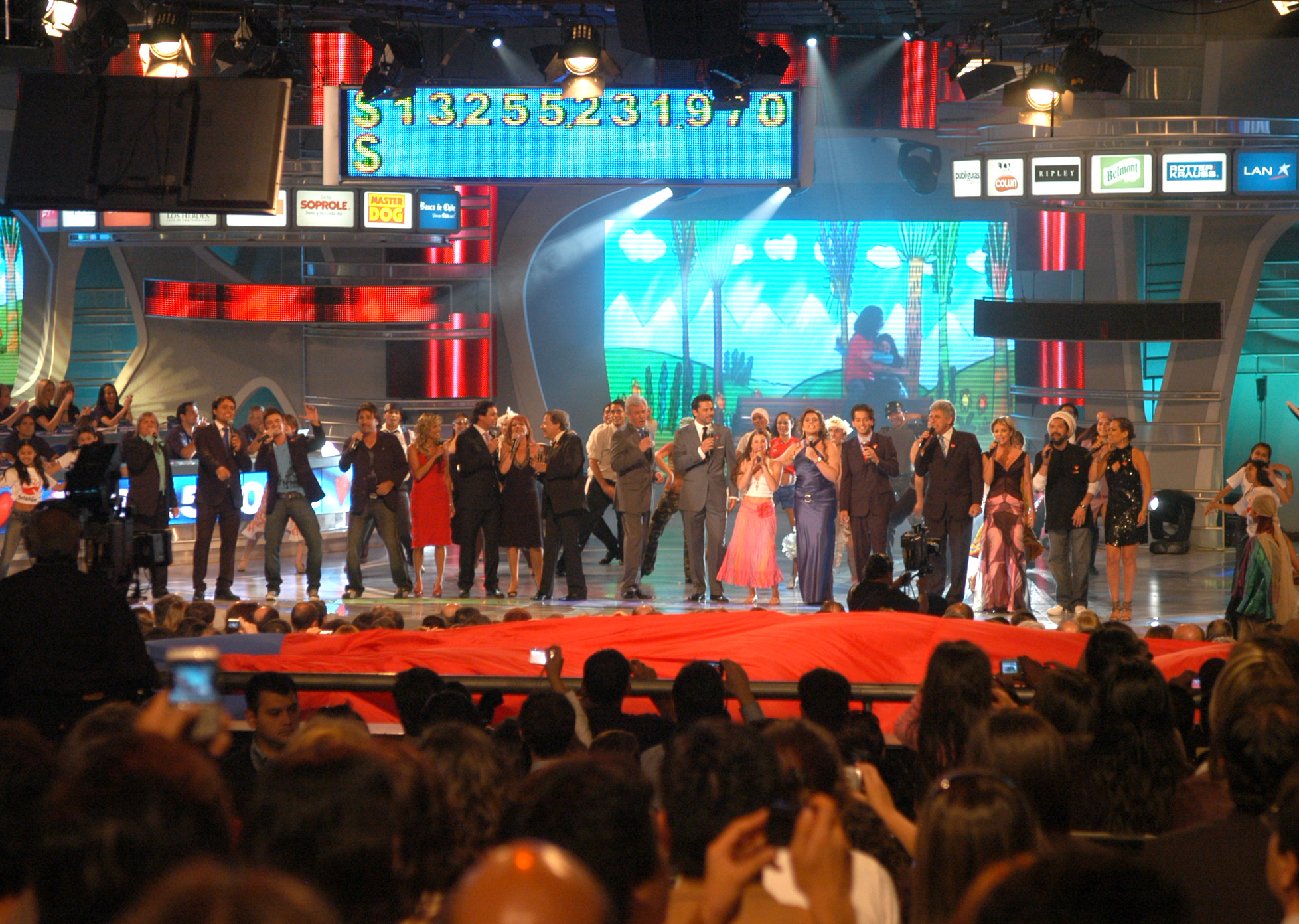
Abertura da Teletón 2008.

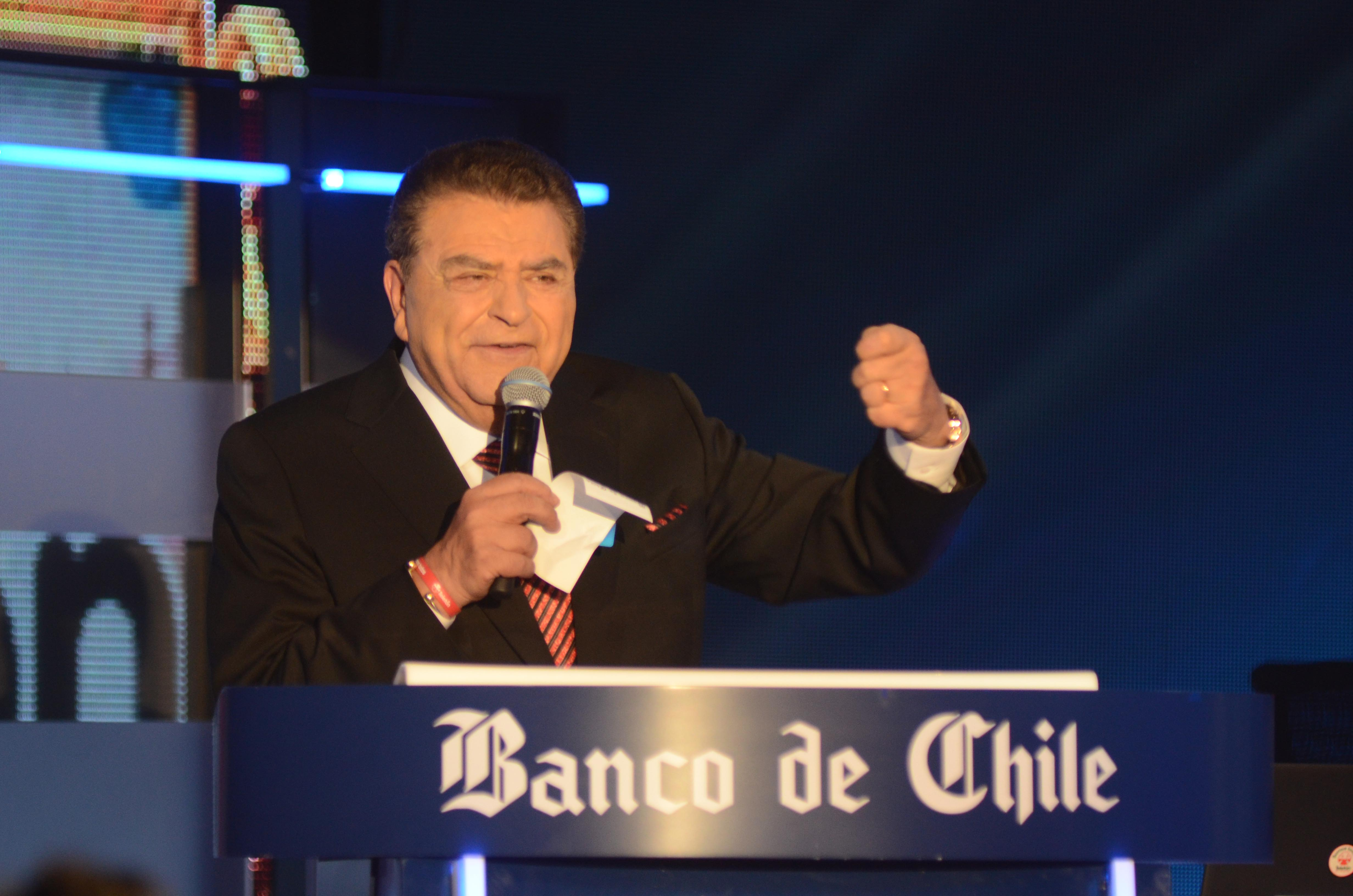
Dom Francisco durante a abertura da Teletón 2014.

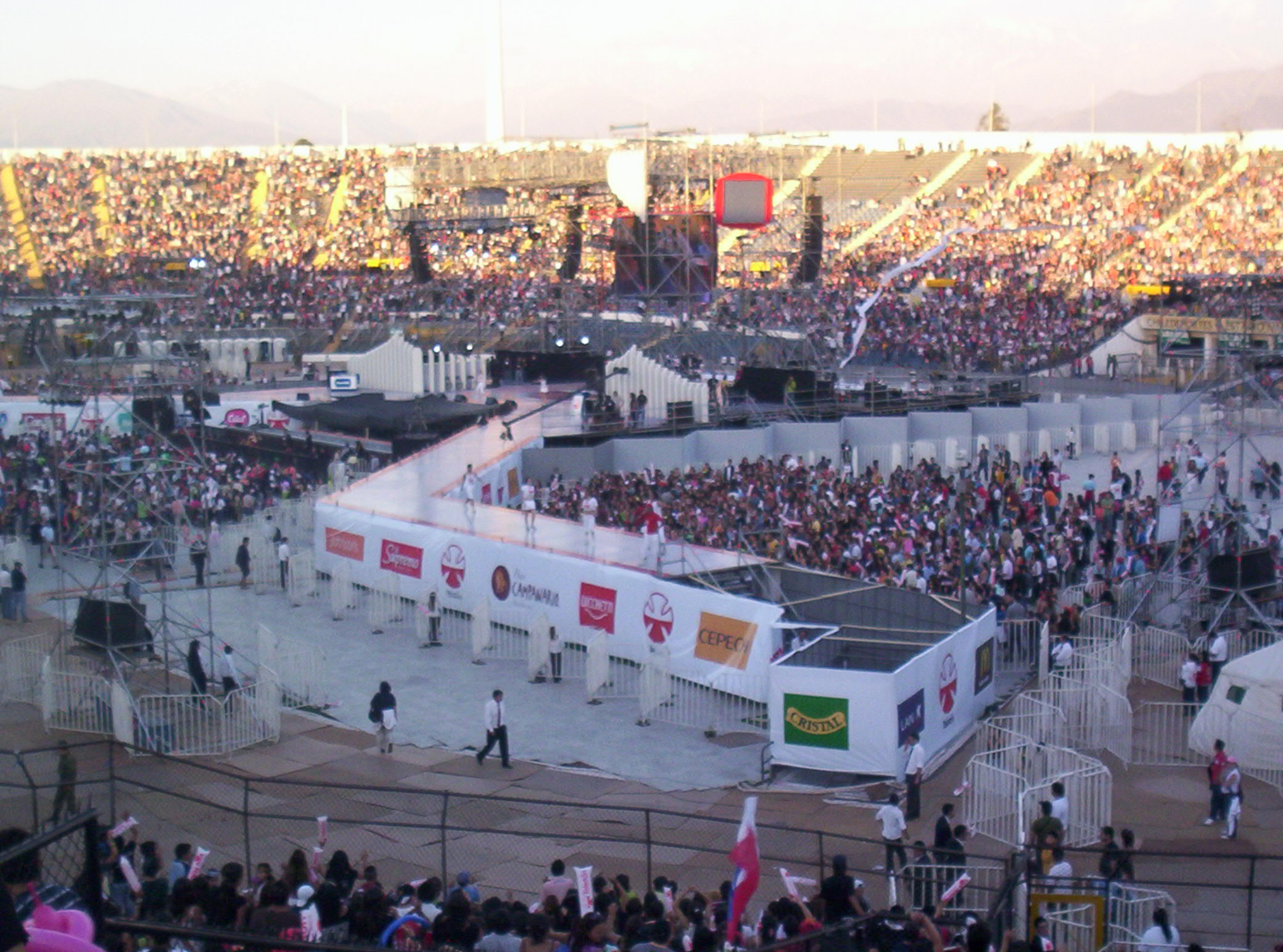
Palco para o fechamento da Teletón 2007 no Estádio Nacional de Chile.

O ponto culminante da campanha é o evento televisivo da Teletón, que se dá início às 22 horas (UTC-3 pelo horário de verão) geralmente na primeira sexta-feira de dezembro ou na última sexta-feira de novembro. O evento desenvolve-se principalmente no Teatro Teletón, partindo com o discurso inicial de Don Francisco diante das principais autoridades do país. Depois da abertura, diversos artistas realizam apresentações intercaladas com as doações e as histórias de pessoas tratadas nos centros de reabilitação da Teletón. Ao longo das 27 horas de amor (denominação que recebe tradicionalmente o evento), se sucedem diversos contatos ao vivo ao longo do país com as diversas sucursais e caixas auxiliares do Banco de Chile, para fazer uma avaliação do avanço das arrecadações. A cada meio tempo, são realizados os cômputos oficiais da quantidade de dinheiro arrecadado até esse momento.
Depois da abertura, realizam-se diversos blocos, geralmente liderados por diferentes apresentadores destacados de cada canal de TV. Alguns dos segmentos mais tradicionais incluem um bloco matinal realizado geralmente ao ar livre, a inauguração de um novo centro, o bloco infantil mais conhecido como Acorda, papai!, um show de variedades e eventos esportivos. Em todas as cidades do país e diversas organizações, se realizam eventos simultâneos para poder incentivar à população local para que participe e para arrecadar dinheiro destinado para a Teletón.
O encerramento da Teletón era realizado tradicionalmente à meia-noite do sábado no Teatro Teletón, com a leitura do cômputo final oficial. No entanto, desde 1995 a cerimônia de encerramento realiza-se diante de mais de 50 mil pessoas no Estádio Nacional de Chile. Nesta cerimônia, apresentam-se os principais artistas convidados e as empresas entregam as doações maiores e aqueles provenientes de metas cumpridas durante a jornada.
A cerimônia, que se dá início às 22 horas, se estende além da meia-noite, depois de que nos últimos anos as metas têm sido atingidas passadas as 27 horas oficiais. Desde esse então, as três vezes que a cerimônia de encerramento não ocorreu no Estádio Nacional foram em 2014, devido as más condições climáticas que obrigaram a transferir o encerramento para o Teatro Teletón, e nas edições de 2020 e 2021, por causa da pandemia de COVID-19.
Alguns dos artistas mais importantes que se apresentaram na Teletón são Os Jaivas, Faith No More, Celia Cruz, Chancho em Pedra, Glória Estefan, Emmanuel, José Feliciano, Ricardo Montaner, Os Prisioneiros, Lucero, José Luis Rodríguez "O Puma", Sandro, Chayanne, Juanes, Fito Páez, Marco Antonio Solís, Ricky Martin, Beto Grutas, Os Bunkers, Juan Luis Guerra, Tito o Bambino, Os Pitbulls, Mocedades, Luis Fonsi, Diego Torres, Joan Manuel Serrat,  Yuri, Glória Trevi, Prince Royce, Axel, Luis Jara, Américo, Daddy Yankee, Carlos Vives, Rosana, Congresso, Illapu, Alberto Plaza, David Bisbal, Carlos Baute, Enrique Iglesias, Natalino, Myriam Hernández, Pedro Fernández, Elvis Crespo, Miguel Bose, Franco de Vita, Xuxa, Roberto Carlos, entre muitos outros.

## Críticas

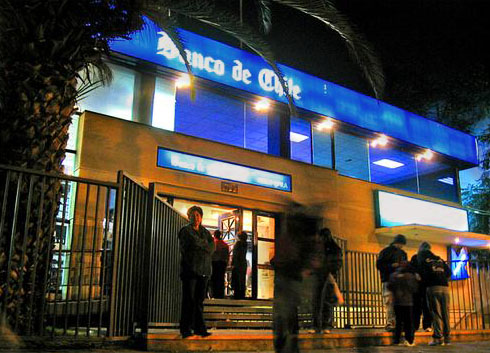
Sucursal do Banco de Chile em Maipú durante uma das noites da Teletón. O banco põe a disposição suas instalações e empregados durante as 27 horas da jornada.

A Teletón tem recebido uma série de críticas ao longo do tempo. Isto se deve tanto a ser considerado por alguns setores como um «aparelho ideológico» [carece de fontes?]
como também por estar vinculada a uma série de controvérsias.
O evento tem sido criticado por sua mercantilização devido à presença de empresas patrocinadoras que, utilizando a marca da Teletón, aumentam suas vendas. Estas críticas acentuaram-se quando o então prefeito da comuna de Las Condes em 2006, Francisco de la Maza, recusou colocar gratuitamente faixas publicitários nas nas avenidas dessa comuna e pensou em cobrar por aquelas empresas que colocassem a publicidade junto ao logotipo da Teletón, para depois doar o dinheiro arrecadado ao evento beneficente. Entretanto, Don Francisco ao recusar tal proposta, foi acusado por Francisco de la Maza de ter uma "atitude mafiosa".
As críticas também ocorreram inclusive dentro do mesmo evento: no fechamento da Teletón 2002 no Estádio Nacional, apresentou-se o grupo Os Prisioneiros, que mudaram a letra do tema Querem dinheiro. Nas novas letras, Jorge González criticava tanto aos grupos econômicos e a diversos políticos de direita no coro: Quero mais Luksic, quero mais Angelini; quero mais UDI, quero mais Pinocheques; quero mais Büchi, quero mais Lavín; quero mais Libras, quero mais dólares. O fato foi criticado pelos organizadores, não só pela crítica para o sentido do evento, senão também pela utilização da campanha com fins proselitistas. Jorge González se acidentaria 14 anos depois, e acaba sendo atendido pelo Teletón mesmo tendo mais de 24 anos de idade, como um gesto de que os serviços prestados pela fundação são para todas as pessoas, não importando opiniões políticas. Além dos serviços de reabilitação recebidos, o vocalista dos Prisioneiros abriu a parte final do Teletón 2016.
No ano de 2016 Iván Álvarez, fiscalizador do Serviço de Impostos Internos, declarou que a Teletón estava vinculada com o caso Penta, caso judicial por fraude ao fisco e corrupção dentro do grupo Penta, o qual supostamente receberia 15% do investimento da Teletón através do Banco de Chile. Isso finalmente não foi comprovado e a Penta foi afastada do conselho diretor da fundação.